# Біля крутого яру
«Біля крутого яру» (рос. «У крутого яра») — короткометражний художній фільм 1961 року, дипломна робота студентів ВДІК Кіри Муратової і Олександра Муратова. Екранізація однойменного оповідання Гавриїла Троєпольського.

## Сюжет
Історія про те, як молодий сільський хлопець Сеня, який дуже любить природу, зголосився вбити загрозливу колгоспному стаду вовчицю з виводком.

## У ролях
- Валерій Ісаков —  Сеня Трошин
- Марчелла Чеботаренко —  Маша, його дружина
- Віктор Маркін —  Костя
- Георгій Светлані —  Гурей
- Петро Любешкін —  Олексій Степанович, голова колгоспу
- Володимир Іванов —  Корній Петрович
- Олександр Титов —  Хомич, кульгавий колгоспник
- Валерій Носик —  колгоспник
- Лариса Буркова —  колгоспниця
- Кіра Муратова —  друкарка
- Олександр Потапов —  колгоспник

## Знімальна група
- Сценаристи і режисери-постановники: Кіра Муратова, Олександр Муратов
- Оператор-постановник: Андрій Масленников
- Художники-постановники: Ірина Захарова, М. Хабленко
- Композитор: Олег Каравайчук
- Художній керівник: Сергій Герасимов